# Agabus coxalis
Agabus coxalis är en skalbaggsart som beskrevs av Sharp 1882. Agabus coxalis ingår i släktet Agabus och familjen dykare.

## Underarter
Arten delas in i följande underarter:
- A. c. ermaki
- A. c. coxalis
- A. c. schmidti